# MediEvil
(Tagline sul retro copertina (NTSC))
MediEvil è un videogioco di genere avventura dinamica con elementi hack 'n slash prodotto nel 1998 dalla SCE Cambridge Studio e distribuito dalla Sony Computer Entertainment in esclusiva per la piattaforma PlayStation. Il titolo è un gioco di parole tra medieval (medievale) ed evil (malvagio). Il protagonista è il cavaliere Sir Daniel Fortesque che deve combattere l'esercito del malvagio mago Zarok attraverso una serie di livelli.
Il gioco venne pubblicato in Nord America e in Europa il 1º ottobre 1998 e in Giappone il 17 giugno 1999, e in seguito venne ripubblicato ufficialmente nel 2003 in una raccolta comprensiva del gioco C-12: Final Resistance. In Europa dal 26 luglio 2007 è reso disponibile all'acquisto digitale su PlayStation 3 e PlayStation Portable tramite PlayStation Network.
Il gioco ottenne il valore Platinum, che richiede almeno 400 000 copie vendute a livello internazionale, ma non si conosce la stima di vendite raggiunta. MediEvil è considerato un classico della piattaforma PlayStation. Diede inizio alla serie di MediEvil, comprendente il seguito MediEvil 2 (2000) e due remake.

## Trama
Le vicende del gioco hanno luogo in un reame immaginario chiamato Gallowmere, collocabile temporalmente in una versione magica e fittizia del basso medioevo inglese (nel suo seguito il lasso temporale del primo gioco verrà fatto coincidere col 1386)
L'antefatto della trama vera e propria viene raccontata in un filmato apposito prima della schermata del menù principale. Gallowmere era governata dal mite e saggio Re Pellegrino, amatissimo dal suo popolo.
Una notte però il reame venne attaccato da un'orda di temibili demoni evocati dal potente mago Zarok, sino ad allora fidato consigliere di corte, ma spesso deriso dai più per le sue stramberie e infine allontanato dalla corte una volta che ne vennero scoperti gli esperimenti da negromante ch'era solito condurre in segreto. Lo stesso Sir Daniel Fortesque, primo soldato di corte e braccio destro del Re ch'era spesso solito deridere il mago, fu l'artefice involontario di questa scoperta, che dunque spinse il malvagio stregone a covargli un fortissimo astio. Re Pellegrino schierò le sue truppe sul campo che verrà ricordato in futuro come il luogo della "Battaglia di Gallowmere". L'avanzata del malvagio esercito fu fermata, Zarok messo in fuga e i demoni sigillati per l'eternità in una tomba nella "Terra incantata". Il Sigillo delle tenebre, la chiave per liberare i demoni dal sonno profondo, fu dato in custodia al sindaco del villaggio di Gallows. Da allora, i menestrelli e i cantastorie narrarono a lungo dell'eroiche gesta di Sir Daniel Fortesque sul campo di battaglia, di come riuscì ad annientare le truppe nemiche e di come, sebbene ferito mortalmente, sconfisse lo stregone. La verità storica, però, racconta che il valoroso eroe che tanto decantavano soccombette alla prima carica per via di una freccia nemica tirata nel mucchio ed andata conficcarglisi nell'occhio sinistro, tramortendolo mortalmente. Sir Daniel non era altro che un qualsiasi vile soldato, come reciterà il Gargoyle della cripta cento anni dopo (dove poi sarà ambientata l'intera vicenda di gioco), poiché Sir Daniel raccontava imprese eroiche mai compiute al Re Pellegrino, prendendosi così onori mai avuti.
Quando Zarok viene resuscitato più potente di prima, egli oscura il ridente e solare regno di Gallowmere, mettendolo in ginocchio; lancia dapprima l'incantesimo della notte eterna, rapisce tutte le anime dei cittadini, che si trasformano in seguaci ai suoi ordini e infine resuscita tutti i morti dalle loro tombe, tenendoli al suo servizio. Nel neonato esercito di zombie, però, viene resuscitato lo stesso Sir Daniel il quale, ricordandosi del suo sconcertante passato, ottiene una seconda possibilità per riscattarsi, inseguendo il malvagio mago per tutta Gallowmere per poterlo sconfiggere e riportare la pace nel suddetto regno.

### Finale
Il finale del gioco vede naturalmente la sconfitta di Zarok e la liberazione definitiva di Gallowmere dalla maledizione del negromante. Dopo l'ultimo epico scontro, Sir Daniel potrà tornare nella sua cripta e finalmente riposare per l'eternità, avendo dimostrato il suo valore. Un finale alternativo si ottiene solo dopo aver raccolto tutti e 20 i Calici delle anime, conseguibili ognuno nei vari livelli ogni qualvolta si riesca ad ottenere il 100% dalla mietitura delle anime nemiche. In questo caso, Sir Daniel verrà accolto nel Salone degli eroi insieme a tutti gli altri valorosi che gli offriranno del vino che, sbadatamente, non riuscirà a bere perché privo di mandibola.

## Modalità di gioco
Il gioco inizia con un breve un filmato introduttivo che cita il logo della casa produttrice, la Sony Computer Entertainment Europe o America a seconda della versione. Segue poi la schermata di caricamento, che rievoca la copertina di gioco con la scrittura dell'avvertenza sulla violazione dei diritti d'autore.
Successivamente un filmato, accompagnato da una sequenza di immagini con un testo in sovraimpressione, recitato da una voce fuori campo, ci racconta la storia di Gallowmere fino all'epoca dei fatti in cui si svolge il gioco. Il filmato immediatamente successivo, in computer grafica, mostra gli eventi presenti, ovvero il ritorno di Zarok e la maledizione che lancia su tutta Gallowmere, rubando l'anima agli abitanti e rendendoli folli. Nella sequenza finale, vengono risvegliati i morti e viene mostrato uno zombie selvaggio che attacca.
Da questo filmato, si passa quindi al menù principale. Caratteristica interessante per l'epoca è l'approccio "cinematografico" al menù stesso, blando nelle opzioni possibili (iniziare una nuova partita o caricarne una già esistente su Memory Card), ma tecnico nell'effetto della camera da presa "digitale". Infatti, la prima inquadratura è di un ragno che cammina sulla sua tela tesa fra due tombe, poi la telecamera avanza con un lungo piano sequenza, che va a scoprire tra le tombe del cimitero il titolo luminoso del gioco: "MediEvil"; prosegue ai piedi di una statua, quella del protagonista Sir Daniel, ci gira intorno facendone una panoramica e poi si dirige verso una tomba, dietro cui uno scheletro indica le opzioni possibili: "Nuova" o "Carica". È possibile saltare questa lunga introduzione premendo il tasto X.
Ci sono a disposizione tre spazi interni in cui è possibile salvare lo stato di gioco. Il gioco chiederà all'utente di salvare la partita ogni volta che sarà terminato un livello, tranne la prima. Dal menù di scelta del livello, tramite la pressione del tasto Quadrato, sarà possibile salvare la partita in qualsiasi momento. Il salvataggio terrà il conto e visualizzerà anche il tempo trascorso in gioco.
Selezionata una nuova partita ci sarà solo un ultimo filmato introduttivo, che mostrerà il risveglio di Sir Daniel attraverso un ulteriore piano sequenza, che parte dall'ingresso del cimitero, mostrando gli zombie che spopolano per il reame, e va fino alla sua cripta in cui il cavaliere si sveglierà, si strapperà la ragnatela formatasi nel suo occhio cavo e sorriderà dritto in camera con i soli denti superiori che gli sono rimasti. Dopo il logo della Cripta di Sir Daniel, un semplice tutorial, inizia il gioco vero e proprio.
MediEvil si presenta quindi come un gioco d'avventura con elementi di azione in stile Hack 'n slash, in cui il giocatore controlla uno scheletrico cavaliere di nome Sir Daniel Fortesque. Il gioco si svolge mediante la successione di vari livelli, in molti dei quali è presente un obiettivo da raggiungere per poter proseguire. Ognuno di questi rappresenta in dettaglio uno dei luoghi tipici di Gallowmere, visibili sulla mappa. Sono anche presenti diversi boss alla fine di alcuni livelli. Lo scopo è farsi strada attraverso il regno di Gallowmere, tra enigmi da risolvere e nemici da abbattere, e il fine ultimo è raggiungere lo stregone Zarok nella sua tana per sconfiggere lui e il suo esercito. Grazie alla presenza nei livelli di diversi libri e dei gargoyle posti sulle pareti, il giocatore può intuire gli obiettivi, avere delle dritte utili per risolvere gli enigmi e scoprire i dettagli sulla storia di Gallowmere.
Il giocatore ha a disposizione una moltitudine di armi e artefatti magici. Molte di queste armi hanno a disposizione un colpo speciale, che spesso va caricato alla massima potenza. Quando non è in possesso di altro, Sir Daniel può staccarsi il braccio sinistro e usarlo come arma, anche se il suo effetto è blando. Alcune armi si usurano utilizzandole (come il bastone) o esauriscono le loro capacità magiche (come il fulmine o lo spadone) e altre ancora terminano le munizioni (come i pugnali e gli archi). Le armi magiche e quelle a munizioni possono essere ricaricate dagli avidi venditori gargoyle in cambio di denaro.
Sir Daniel può inoltre difendersi con scudi in rame, in argento o in oro. I primi due, meno resistenti, si rompono irrimediabilmente ricevendo colpi. Lo scudo d'oro, oltre a essere il più resistente, può essere anch'esso ricaricato dai mercanti gargoyle. Lo scudo vede un utilizzo maggiore per le armi dalla lunga distanza, come la balestra: infatti, è possibile sparare frecce per colpire nemici distanti e allo stesso tempo difendersi da quelli che sopraggiungono.
Si può entrare in possesso di armi e difese sempre più potenti nel corso del gioco raccogliendo i Calici delle anime presenti in tutti i livelli a eccezione del primo e dell'ultimo, rispettivamente il tutorial e lo scontro finale. Quando completa un livello dopo aver raccolto il calice, Sir Daniel accede al Salone degli eroi, dove a turno i vecchi compagni di battaglia gli conferiscono un dono, che si può anche rifiutare. Spesso si tratta di armi (ogni eroe consegna la sua arma personale), ma a volte anche di denaro o bottiglie della vita.
I calici, vuoti e smaterializzati all'inizio del livello, si riempiono raccogliendo le anime dei nemici che Sir Daniel abbatte nel corso del gioco: quando un calice è pieno si materializza e può essere raccolto. Solitamente, il calice si trova in una posizione nascosta o difficile da raggiungere.
La salute di Sir Daniel è rappresentata da multiple barre verdi dell'energia, il cui numero è determinato dalle Bottiglie della vita raccolte. L'energia cala quando Sir Daniel viene colpito. La morte è istantanea quando si cade da altezze elevate o si annega in uno specchio d'acqua troppo profondo. Il gioco termina quando l'energia si azzera completamente (o, in un solo caso, allo scadere del tempo residuo prima del crollo della fortezza). Naturalmente, ogni bottiglia della vita rappresenta una barra d'energia piena.
L'energia vitale può essere recuperata fermandosi sopra una Fontana della giovinezza, che si presenta come un grande fuoco verde che scaturisce dal suolo e si esaurisce dopo aver ricaricato circa due fiale, o raccogliendo fiale verdi contenenti piccole quantità di energia. Il numero massimo di "vite" dipende da quante fiale si hanno a disposizione; dall'inizio alla fine del gioco, le fiale della vite raddoppiano in quantità, e sono disseminate lungo alcuni livelli; recuperare una fiala della vita consente di recuperare istantaneamente tutta l'energia al cento percento.
All'inizio di alcuni livelli appaiono brevissimi filmati in computer grafica, che mostrano l'ingresso di Daniel nel livello stesso.

## Personaggi

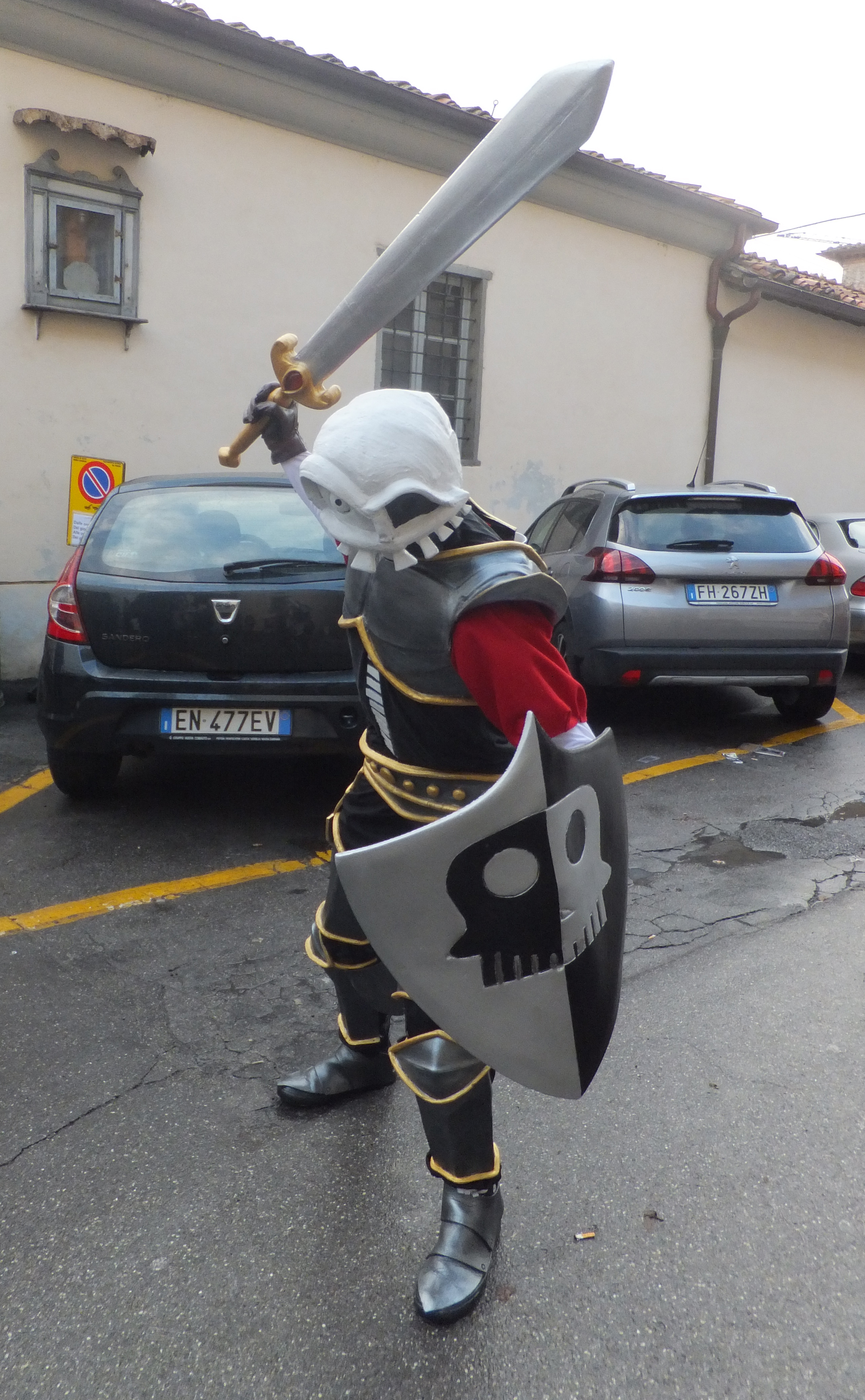
Un cosplayer vestito da Sir Daniel Fortesque al Lucca Comics & Games 2017

Di seguito una breve presentazione dei personaggi più importanti del gioco e, qualora noti, i loro doppiatori:
- Sir Daniel Fortesque:

Spesso abbreviato con Sir Daniel o Dan (molto più nel sequel MediEvil 2), è il protagonista della saga. È il personaggio giocabile, che viene erroneamente risvegliato dalla morte dopo un secolo per tornare a combattere il male, stavolta come non aveva fatto in precedenza. La mandibola del cavaliere è andata perduta, quindi non è in grado di parlare. Si esprime solo attraverso mugolii sapientemente descritti dai sottotitoli presenti nel gioco. La "voce", per tutte le versioni, è quella di Jason Wilson, game designer e principale ideatore del gioco.
- Zarok:

Antagonista principale del gioco, negromante e usurpatore del trono. Sir Daniel riesce innocentemente a scoprire i suoi misfatti e a farlo bandire dal regno. Verrà sconfitto dalle truppe del Re Pellegrino ed esiliato. Tornerà dopo ben cento anni per tentare di riconquistare Gallowmere. Sir Daniel sarà pronto a fermarlo, stavolta sul serio. Doppiato in italiano da Massimo Marinoni e da Paul Darrow nella versione originale.

### Eroi del Salone
- Tim l'Astuto (Canny Tim):

Eroe del salone minore, dalle nobili origini, combatté nella battaglia di Gallowmere. Con la sua balestra uccise Lord Kardok, fido condottiero di Zarok, trafiggendogli l'occhio con un tiro da mille metri circa. Dona a Sir Daniel la sua balestra e una bottiglia della vita. Tim chiama Daniel con l'appellativo di Capitano, mostrando per lui una grande fiducia e rispetto. Molto probabilmente, in vita, Daniel deve essere stato il suo superiore e a quanto pare hanno combattuto insieme. Doppiato in italiano da Luigi Chiapinni.
- Stanyer il Fabbro Ferraio (Stanyer Iron Hewer):

Eroe del salone minore, una volta famoso Fabbro Ferraio del villaggio che Zarok ha addormentato, ricorda a Daniel di Johnny lo Zombie e della sua presenza in circolazione. Dona a Sir Daniel il suo martello, che usa per schiacciare noci, e 100 monete d'oro. Doppiato in italiano da Luigi Chiapinni.
- Woden il Potente (Woden the Mighty):

Eroe del salone minore, tratta Daniel con alterigia e compiacenza, definendolo sdentatello attirafrecce; tuttavia, gli dona il suo spadone, augurandosi che non se lo conficchi in un piede, e 100 monete d'oro. Doppiato in italiano da Andrea Piovan.
- Imanzi Shongama:

Eroina del salone superiore, è un'amazzone innamorata di Daniel, che chiama affettuosamente Dany. Gli dona la sua lancia e 2 fiale di energia. Doppiata in italiano da Benedetta Ferraro.
- Ravenhoose, ultimo Principe dei Centauri (Ravenhoose the Archer):

Eroe del salone superiore, è un centauro morto da diecimila anni. Giudica Sir Daniel privo di nobiltà. Gli dona l'arco lungo, l'arco lungo infuocato, l'arco lungo magico e una bottiglia della vita. Doppiato in italiano da Andrea Piovan.
- Bloodmonath lo Spacca-crani (Bloodmonath Skull Cleaver):

Eroe del salone superiore, è un boia carnefice. Racconta che attorno a sé aveva sempre corpi decapitati. È invidioso di Sir Daniel, che chiama Mr Fortesquissimo (Mr Fortisskay nella versione originale) poiché Daniel, nonostante sia morto, è tornato in vita pronto a combattere i demoni di Zarok, cosa che avrebbe tanto voluto fare anche Bloodmonath. Parla con una flessione siciliana adattata unicamente dal doppiaggio italiano; gli donerà la sua l'ascia e 150 monete d'oro. Doppiato in italiano da Andrea Piovan.
- Karl Sturnguard:

Eroe del salone superiore, è un templare; odia gli altri eroi del salone perché considerano la miglior strategia l'attacco, mentre crede che per vincere una guerra serva molto più la difesa. Parla con un accento tedesco. Tratta Daniel con rispetto e gli dona il suo scudo d'oro e 200 monete d'oro. Doppiato in italiano da Alessandro Ricci.
- Dirk il leale (Dirk Steadfast):

Eroe del salone superiore, è un templare; al contrario di Sturnguard, "preferirebbe gettarsi nella mischia con un vassoio da tè piuttosto che con uno scudo da donnicciola". Parla con accento romanesco. Dona a Dan la sua spada magica e una bottiglia della vita. Doppiato in italiano da Alessandro Ricci.
- Megwynne la Doma-tempeste (Megwynne Stormbinder):

Eroina del salone superiore, divenuta una divinità dopo aver respinto dal suo villaggio i barbari, armata solo di un forcone e di un matterello. Dona a Sir Daniel le saette e tre fiale di energia. Doppiata in italiano da Benedetta Ferraro.

## Boss
- Orchi di pietra: non proprio dei boss. Statue rese vive da Zarok, sono poste in cima alla Collina del cimitero. Gettano enormi massi giù dalla strada, mettendo in difficoltà Sir Daniel che, per finire il livello, deve compiere la salita. Una volta giunti in cima, le statue smetteranno di buttare massi e si autodistruggeranno come punizione per aver fallito.
- Demone di vetro: primo vero e proprio boss del gioco, è il signore del Mausoleo in cima alla Collina del cimitero ed è il custode della Chiave del teschio, necessaria a Sir Daniel per raggiungere il mondo dei vivi. Attacca lanciando frammenti di vetro e spiccando alti balzi. Inoltre, possiede un attacco impossibile da schivare: imprigiona Daniel in un globo di vetro che gli lancia scariche elettriche; tuttavia, il cavaliere potrà liberarsi colpendo ripetutamente la barriera di vetro, impedendo così che gli venga inflitto danno. Apparentemente indistruttibile, l'unico modo per annientarlo è colpirlo al cuore poco prima che esegua un attacco.
- Lupi di pietra: sono due statue poste a guardia del Cimitero. Quando Sir Daniel giunge al suo ingresso, i cancelli di entrata e uscita si chiudono e le statue guardiane prendono vita. Hanno la capacità di smaterializzarsi e pertanto i colpi di Dan non li scalfiscono. A turno, i lupi si materializzano per attaccare Sir Daniel, ed è allora che deve attaccare. Hanno una notevole resistenza e una volta sconfitti, il cavaliere ottiene l'abilità dello Scatto audace.
- Il re zucca: è il signore delle zucche. Vive grazie ai suoi baccelli ed è in grado di evocare altri schiavi zucca. Per sconfiggerlo, Sir Daniel dovrà distruggere i suoi baccelli, in modo da privarlo della forza vitale.
- La formica regina: formica regina di un formicaio in cui Dan si deve introdurre per cercare sette pezzi d'ambra per la strega della foresta. La regina attaccherà il giocatore sputando acido, provocando frane e richiamando formiche: l'unico momento in cui sarà vulnerabile è proprio quando tenterà di chiamare queste ultime.
- Demoni alati: due demoni alati in grado di creare terremoti. Bisogna sconfiggere questi boss per poter completare il livello La terra incantata. Combattono in coppia e sono in grado di volare. L'intera battaglia si svolgerà su una piattaforma, che sarà periodicamente inclinata dai demoni: Dan dovrà quindi tentare di rimanere in equilibrio durante la sfida.
- Il drago: un feroce e irascibile drago che vive nelle Caverne di cristallo. Sir Daniel deve sconfiggerlo per dimostrare di essere degno di indossare la leggendaria Corazza di drago, una corazza mitica forgiata con la pelle di drago e in grado di far sputare fuoco a chi la indossa e di renderlo invulnerabile alle fiamme. Riesce a muoversi all'interno della caverna senza essere visto; l'unico modo per sconfiggerlo è prevedere dove attaccherà per fargli cadere dei massi sulla testa con l'ausilio del martello o del bastone.
- Golem guardiani: posti a guardia del castello del Re Pellegrino, queste creature di pietra sono indistruttibili e l'unico modo per annientarli è gettarli nella lava incandescente. L'arma migliore è la corazza di drago, l'unica a riuscire a resistere alle loro fiamme e in grado di allontanarli molto velocemente.
- Capitano del vascello fantasma: si trova al termine della nave su cui finisce Sir Daniel prima di arrivare al Vestibolo della dimora di Zarok. Solo utilizzando il bastone infuocato, dopo aver combattuto con i marinai, vengono accesi i cannoni che puntano il capitano per colpirlo in movimento.
- Fazgul: sono i fantasmi di quelli che un tempo erano i soldati dell'esercito di Zarok. Ancora fedeli al loro padrone che li ha riportati nel mondo dei vivi, cercheranno di eliminare Sir Daniel, ma combatteranno invece con gli spiriti delle anime accumulate durante l'avventura nel Calice delle anime, che si trasformeranno nei soldati del vecchio esercito di Gallowmere.
- Lord Kardok: era un cavaliere fortissimo, il miglior uomo al servizio di Zarok. Sopra il suo scheletrico cavallo di fuoco, ancora forte come un tempo, Lord Kardok sarà il penultimo avversario che Dan dovrà affrontare nella sua avventura. Venne ucciso la prima volta da Tim l'Astuto con un colpo di balestra all'occhio.
- Zarok: stregone malvagio e potente, Zarok è l'antagonista principale. Nella battaglia finale, Sir Daniel riesce a sconfiggere lo stregone trasformato in una sorta di terribile drago dal volto umano. Ha una barriera indistruttibile quasi permanente, e l'unico modo per danneggiarlo è aspettare che se ne liberi per pochi secondi e attaccarlo. Durante il crollo del covo rimane schiacciato dalle macerie; la maledizione sul regno cessa con la sua morte e Daniel potrà tornare a riposare in pace.

## Alleati
Nel gioco è possibile trovare diversi alleati. Solo uno di loro può aiutare Sir Daniel in combattimento.
- Kul Katura, Signore dei serpenti: è un drago spettrale catturato da Zarok e liberabile da un forziere nei Campi degli spaventapasseri e nelle Paludi dei morti viventi. Attacca automaticamente i nemici che trova sul suo cammino, donando le anime al Calice. È un valido alleato al primo incontro, vista la potenza degli Spaventapasseri.
- Strega della foresta: garantisce l'accesso alle Caverne delle formiche e ricompensa Sir Daniel con le Cosce di pollo in cambio di sette pezzi di ambra.
- Strega zucca: dona a Sir Daniel la Gemma di drago in grado di risvegliare il drago nelle Caverne di cristallo.
- Forzieri esplosivi: alleati "passivi". Aprendo il forziere, un'esplosione scaturirà da esso uccidendo tutti i nemici compresi nel suo raggio d'azione e spostando via Sir Daniel. Nelle Paludi dei morti viventi può essere controproducente, perché spingerebbe Sir Daniel nel fango, uccidendolo all'istante.
- Jack del bosco: non un vero e proprio alleato, ma risolvendo i suoi enigmi si può trovare l'uscita dal Parco del manicomio.
- Folletti: bisogna liberarne 7 nel livello Le caverne delle formiche, e in cambio ricompenseranno Dan con un Calice delle anime.

## Il Salone degli eroi
Le armi si possono ottenere, per la maggior parte, al Salone degli eroi. Si tratta di una specie di Valhalla, in cui riposano i più grandi eroi del passato, le cui anime richiedono un Calice per essere evocate. Ogni volta che Dan otterrà udienza riceverà un dono: armi, denaro o energia extra. Il salone ha un piano terra e un primo piano. Sir Dan dovrà rendere omaggio prima agli eroi del salone minore prima di poter accedere a quello superiore. Al piano terra del salone, una statua eterea raffigurante Sir Daniel si materializzerà solo quando sarà un degno eroe e avrà raccolto tutti e 20 i Calici delle anime.
La maggior parte dei dialoghi del gioco avviene nel Salone degli eroi. Tutti i personaggi che si incontrano hanno un portamento sopra le righe, al limite dell'assurdo e con storie alle spalle che rasentano il nero sarcasmo all'inglese (Karl Sturnguard, prode cavaliere, ottuso e maniaco della difesa personale ad ogni costo, muore per una salsiccia andatagli di traverso) e, per il doppiaggio italiano, ad alcuni di loro è stato dato un accento particolare. Per esempio, Dirk il Leale, il cavaliere che dona la spada magica, parla con accento romanesco; Bloodmonath lo Spacca-crani con accento siciliano; Karl Sturnguard con un forte accento tedesco. In lingua originale, Sturnguard parla in inglese con accento tedesco e Dirk il Leale un forte dialetto scouse (accento inglese tipico del Merseyside e spesso associato alla città di Liverpool).

## Oggetti
- Denaro: i rifornimenti in denaro possono avvenire raccogliendo due tipi di oggetti: il sacco o il forziere; il sacco aumenta le risorse monetarie di 10 unità, il forziere le aumenta di 50. Si riceve una sola moneta d'oro quando viene schiacciata, con il martello o il bastone, una mano che cammina o un topo.
- Bottiglia della vita: consente a Sir Daniel di avere una vita in più e le bottiglie vuote, al pari della barra della vita, si possono riempire alla fontana della giovinezza. Le bottiglie della vita sono dislocate nei livelli o vengono donate a Sir Daniel dagli eroi del Salone. Le bottiglie della vita rivestono un ruolo molto importante per il conseguimento della battaglia finale con Zarok, in cui bisogna cedere la propria energia ai soldati stanchi. In tutto, se ne possederanno 9.
- Fiala dell'energia: consente di ripristinare tre quarti dell'energia persa in una bottiglia della vita.
- Fontana della giovinezza: è possibile riempire la barra dell'energia e le bottiglie della vita vuote immergendosi nelle apposite fontane, contrassegnate da un getto verde, finché esse non si esauriscono. La loro capacità corrisponde a due bottiglie della vita.
- Libri: forniscono informazioni utili, che possono essere lette posizionandosi vicino e premendo il tasto azione.
- Gargoyle: ve ne sono di due tipi: quello con la testa verde fornisce a Dan semplici informazioni (quando uno di questi gargoyle parla, il gioco è in pausa, quindi i nemici non possono attaccare); quello con la testa blu, invece, è un mercante e offre a Dan la possibilità, in cambio di denaro, di acquistare frecce per archi e balestra, nuove lance, potenziare lo spadone, riparare lo scudo d'oro; possono anche restituire un'arma rubata a Daniel dai diavoletti dalla mano lesta. I loro prezzi sono molto alti.
- Pietre runiche: ve ne sono cinque tipi di colore diverso: Runa stella (di colore giallo), Runa terra (di colore verde), Runa caos (di colore rosso), Runa luna (di colore blu), Runa tempo (di colore grigio). La loro funzione è aprire cancelli e porte chiuse: la pietra deve essere posta sulla grossa mano vicino alla porta; per far sì che la porta si apra, sulla mano deve essere depositata la pietra del colore giusto.

## Realizzazione e idee scartate
La produzione di MediEvil risale al 1995, quando da un'idea del direttore creativo della casa indipendente britannica Millennium Interactive Chris Sorrell, già noto precedentemente per aver corealizzato il videogioco a piattaforme James Pond, si mise in cantiere un gioco che nelle intenzioni originarie di quest'ultimo si sarebbe dovuto trattare d'un titolo alla Ghosts 'n Goblins della Capcom calato in un'ambientazione ispirata nello stile dai film di Tim Burton, nella fattispecie Nightmare Before Christmas (che, soprattutto nell'aspetto del protagonista, v'appare infatti come una fonte d'ispirazione abbastanza palese).
Come raccontato poi dallo stesso Sorrell, questa prima bozza del gioco, chiamata inizialmente Dead Man Dan, andò incontro via via a tutta una serie di cambiamenti per merito del direttore artistico e sviluppatore Jason Wilson, che condividendo con Sorrell l'interesse per le opere dark e gotiche, e rimasto perciò affascinato dal progetto, l'affiancò nella progettazione del gioco, facendolo virare gradualmente verso un tipo di giocabilità più alla The Legend of Zelda. Sorrell approvò questo cambio di direzione e si prodigò dunque per espanderne il contenuto di conseguenza.
Sin dal principio, Sorrell aveva intenzione di crearvi un personaggio memorabile, capace d'accattivarsi le simpatie dei giocatori. Lavorò quindi con Martin Pond, che si occupava della sceneggiatura insieme a Wilson, per conferirgli un retroscena originale ed accattivante. Pond suggerì quindi di dare a Sir Daniel un eclatante fallimento passato ed una possibilità di redenzione nella reincarnazione.
È interessante notare come nessuno dei tre principali ideatori aveva mai lavorato al 3D in senso così stretto. Avevano già lavorato in precedenza su piattaforme Windows e Sega Saturn e naturalmente su PlayStation prima di avere la possibilità di mostrare a Sony una prima demo del loro prodotto. Sony ne rimase talmente impressionata da farsí che l'effettivo della casa fosse poi incamerata all'interno della sua divisione per lo sviluppo dei giochi, la PlayStation Studios; d'allora la casa si ridenominò di conseguenza Cambridge Studio (dopodiché Guerrilla Cambridge). Sony, successivamente, avrebbe suggerito la compatibilità totale con il nuovo controller analogico della PlayStation che Sorrell descrisse come un "particolare evento provvidenziale" perché avrebbe determinato molta più fluidità e approccio intuitivo al sistema di gioco.
Sorrell descrisse la realizzazione di MediEvil come una sfida dato che, come molti sviluppatori dell'epoca, era nuovo alla gestione del 3D. Particolarità come lo spostamento della camera e il controllo del personaggio in un ambiente tridimensionale rappresentarono all'epoca una nuova sfida e gli sviluppatori dovettero testare diverse soluzioni prima di arrivare a quella definitiva. MediEvil, infatti, proponeva, e fu tra i primi giochi, una rotazione della telecamera tramite i pulsanti dorsali R2 ed L2, qualora fosse possibile (quando non lo era un occhio con una croce rossa appariva al lato dello schermo). Molte idee vennero tagliate a causa del budget ristretto e dello scarso tempo a disposizione.
Una sezione platform per intervallare le sessioni di gioco principali avente per protagonista Morten, il caustico verme che risiede nel teschio di Sir Daniel, venne infatti scartata. L'idea verrà però ripresa e rielaborata in MediEvil 2, con i minilivelli dedicati alla mano che trasporta la testa del protagonista. Riguardo ai suddetti tagli vennero realizzate dei bozzetti (visualizzabili nei titoli di coda), un video introduttivo al livello (mostrabile grazie al trucco "Inganno" dal menù principale, in cui si vede Morten che aiuta Dan ad aprire la porta del Manicomio entrando nella serratura) e una colonna sonora (anch'essa ascoltabile grazie al trucco "Inganno"). Restarono solo elementi di repertorio presenti all'interno del disco, ma mai materializzati concretamente in un livello giocabile. Morten compare brevemente nel filmato di introduzione del livello Il vascello fantasma.
Un altro filmato che suggeriva la presenza d'un livello di fuga da un mostro non venne scartato, ma giustificato dall'arrivo di Sir Daniel al livello Il vascello fantasma. Il livello avrebbe dovuto esser completato unicamente scappando dal suddetto mostro chiamato Jabberwocky, come viene mostrato nel video. È stato inoltre ipotizzato che la già citata traccia musicale inutilizzata fosse proprio quella che avrebbe dovuto accompagnare il livello con il Jabberwocky.
Anche molti libri nei livelli vennero scartati nella versione definitiva. Tramite alcuni di questi si può facilmente risalire alle idee scartate. Alcuni suggerivano subito comandi come ad esempio una ipotetica Shoulder Barge realizzabile alla doppia pressione del tasto avanti e il tasto quadrato, in grado di buttare giù il muro fragile della Cripta. L'idea venne poi resa definitiva nello "Scatto audace", ottenibile dopo Il ritorno al cimitero, che consisteva nella pressione del tasto triangolo durante la corsa.
Altri libri vennero scartati, probabilmente, poiché politicamente scorretti o perché presentavano doppi sensi troppo espliciti, nonostante rispecchiassero la natura macabra e ironica di MediEvil. Potrebbe essere preso come esempio uno dei libri inutilizzati del livello Il cimitero che recita: «Hey dead man is that a bone in your pocket?! To look at your inventory press SELECT.» (trad. «Ehi uomo morto è un osso quello che hai in tasca?! Per guardare nel tuo inventario premi SELECT»); bone presenta una consonanza con boner, un termine gergale che in inglese indica l'erezione.
Altra prova dell'esistenza di un vero e proprio co-protagonista abitante la testa di Sir Daniel (ripresa poi nel remake del 2005), il già citato verme Morten, era la presenza di un libro, anch'esso cestinato, che recitava: «Hey Book worm, yes: the one living in your empty eye socket, remember to keep up on your reading!» (trad. «Ehi verme del libro, sì: quello che vive nella cavità vuota del tuo occhio, ricorda di stare attento a quello che leggi»; bookworm è l'equivalente inglese dell'italiano "topo di biblioteca"). Un oggetto denominato Jump Potion (Pozione del salto) venne eliminato. Il libro che sarebbe dovuto apparire nelle Paludi dei morti viventi recitava: «Do you have the Jump Potion? It gives you an enhanced physical ability. You will need it to progress through this festering land.» (trad. «Hai la Pozione del Salto? Ti dà un'abilità fisica migliorata. Ti servirà per procedere attraverso questa terra infestata»)..
La barra dell'energia così come la si conosce venne adottata solo nel progetto finale. All'inizio si era pensato all'energia vitale come ossa da raccogliere una volta perse in combattimento. Nel disco si può trovare anche un simbolo HUD e nient'altro.. La bottiglia della vita era inoltre rappresentata all'inizio con un'immagine della testa di Dan; questa prima interfaccia era visibile nelle Rolling Demo del gioco, inclusa in alcuni dischi demo pubblicati tra il 1996 e il 1997..
Il gioco è stato dedicato alla memoria di tale Mr Apple, come si legge dai titoli di coda.
A circa quindici anni dalla realizzazione del titolo il produttore e mente del progetto Chirs Sorrell dichiarò:

## Musiche
La colonna sonora, dalle atmosfere decadenti, cupe ed oniriche, venne composta dalla coppia Paul Arnold ed Andrew Barnabas, noti anche con lo pseudonimo di Bob and Barn. Non avendo a disposizione una vera e propria orchestra, il duo optò per l'uso di sintetizzatori e campionatori di suoni capaci di riprodurre con successo l'effetto orchestrale ricercato. Al duo venne richiesto dallo stesso direttore esecutivo Chris Sorrel di cercare di ricalcare lo stile musicale su quello di Danny Elfman, in particolare sulle musiche dei film Beetlejuice - Spiritello Porcello, The Nightmare Before Christmas e Batman, non a caso diretti tutti da Tim Burton.
La colonna sonora del gioco non è stata mai pubblicata ufficialmente, né da Sony, né dagli stessi compositori, su alcun tipo di supporto. L'unica raccolta che ha ricevuto i diritti di distribuzione è stata quella inclusa nel numero 71 (gennaio 1998) della rivista videoludica francese Joypad. Il titolo dell'album, su supporto CD-ROM, era Joypad CD Vol.4 - Les musiques de MediEvil & Porsche Challenge. L'album conteneva le prime 10 tracce audio di MediEvil e le ultime 6 del gioco, anch'esso per PlayStation, Porsche Challenge. Non tutti i livelli di gioco avevano tracce personali quindi i titoli di questo album non proponevano il nome del livello, ma denominazioni di fantasia (a cura di Jason Page, come citato sul retro-copertina).
Nonostante sia stata ufficializzata, quest'unica raccolta delle musiche di MediEvil manca in realtà di molte di esse. Non sono presenti le musiche dei livelli Le caverne delle formiche, Il parco del manicomio, Le paludi dei morti viventi, Il vascello fantasma e Il segnatempo. Mancano inoltre il tema musicale dei boss, quello dello scontro con Zarok e la musica di sottofondo del Salone degli Eroi. La ragione è da ricercarsi nella data d'uscita. Infatti questa colonna sonora fu, probabilmente, pubblicata a scopo promozionale dieci mesi prima (gennaio) dell'uscita del titolo in Europa e Nord America (avvenuta in ottobre).

### Joypad CD Vol.4 - Les musiques de MediEvil
1. The Awakening - 2:12 (tema musicale dei livelli La cripta di Sir Daniel, Il cimitero, I sotterranei del manicomio e Il lago)
2. Quest for Vengeance - 2:10 (tema musicale dei livelli Il ritorno al cimitero e Il serpente delle zucche)
3. Dan's Waltz - 2:05 (tema musicale dei livelli La collina del cimitero e Il vestibolo)
4. A difficult path - 2:08 (tema musicale del livello I campi degli spaventapasseri)
5. Morten's Dance - 2:00 (tema musicale del livello La gola delle zucche)
6. Enchanted Wood - 2:09 (tema musicale dei livelli La terra incantata e Il villaggio addormentato)
7. Desecrated Church - 2:14 (tema musicale del livello Il mausoleo in cima alla collina)
8. Journey through the Crystal Caves - 2:18 (tema musicale del livello Le caverne di cristallo)
9. City in the Clouds - 2:09 (tema musicale del livello Le rovine infestate dai fantasmi)
10. Triumph in Death - 2:42 (tema musicale ascoltabile durante i titoli di coda finali)

-
1. Stuttgart (Exciting) - 3:20
2. Stuttgart (Panic) - 3:05
3. Japan - 3:15
4. USA - 3:10
5. Alpine - 3:45
6. Menu - 1:54

### Tracce non ufficiali
La colonna sonora non ufficiale, che è comparsa per anni sul web, è composta generalmente da 43 tracce audio. Secondo l'elenco sotto citato, le prime 39 tracce sono ordinate cronologicamente e vanno dall'inizio del gioco (partendo dalla presentazione del logo) fino ai crediti finali, ad eccezione delle tracce 32 e 33 che recano il titolo Stage Intro 11 e Unused che non compaiono nel gioco e appartengono, come suggerisce il nome, ad un livello poi scartato. Le musiche sono ordinate e denominate in base all'ordine di comparsa nel gioco. È interessante notare, grazie alla seguente lista, come quasi ogni livello abbia una breve introduzione di 5 o 6 secondi. Dalla traccia 40 alla 43 ci sono le musiche della demo di gioco poi riproposte e leggermente modificate nel gioco definitivo.
1. SCEA Presents - 0:25
2. The History of Gallowmere - 1:14
3. Menu Screen - 1:52
4. Awakening - 0:05
5. Dan's Crypt - 2:09
6. Map of Gallowmere - 1:02
7. Cemetery Hill - 2:02
8. Stage Intro 1 - 2:11
9. The Hilltop Mausoleum - 2:11
10. Boss Battle - 2:12
11. Game Over - 0:05
12. Level Cleared - 0:06
13. Hall of Heroes - 2:01
14. Stage Intro 2 - 0:06
15. Return to Graveyard - 2:08
16. Stage Intro 3 - 0:05
17. Scarecrow Fields - 2:06
18. Stage Intro 4 - 0:06
19. Pumpkin Gorge - 1:57
20. Stage Intro 5 - 0:05
21. The Sleeping Village - 2:05
22. Stage Intro 6 - 0:06
23. The Asylum Grounds - 2:22
24. Stage Intro 7 - 0:06
25. The Ant Caves - 2:10
26. Stage Intro 8 - 0:05
27. Pool of the Ancient Dead - 2:13
28. Stage Intro 9 - 0:06
29. The Crystal Caves - 2:15
30. Stage Intro 10 - 0:06
31. The Haunted Ruins - 2:06
32. Stage Intro 11 - 0:06
33. Unused - 1:53
34. Stage Intro 12 - 0:06
35. The Ghost Ship - 2:17
36. Stage Intro 13 - 0:05
37. The Time Device - 1:59
38. Final Battle With Zarok - 2:39
39. Credits - 2:40
40. DEMO VERSION - Menu Screen - 0:40 (Diventerà parte del tema de Le caverne di cristallo)
41. DEMO VERSION - The Cemetery - 0:42 (Diventerà parte del tema de I campi degli spaventapasseri)
42. DEMO VERSION - The Hilltop Mausoleum - 0:42 (Diventerà parte del tema de Il ritorno al cimitero e Il serpente delle zucche)
43. DEMO VERSION - Unused - 0:42 (Diventerà parte, seppur leggermente modificata, del tema della La cripta di Sir Daniel)

## Merchandising
Per pubblicizzare MediEvil venne pubblicato un trailer promozionale, presente nel disco della demo solo in versione per Stati Uniti e Canada. Il trailer promozionale americano durava circa un minuto e mostrava diverse sezioni di gioco, piccole parti dei filmati in computer grafica e una descrizione accattivante del titolo. Nonostante il titolo sarebbe poi uscito il primo di ottobre, il trailer recitava "Halloween 1982".
Vennero poi realizzati due divertenti spot per la televisione, uno per la versione US ed uno per la versione EU.
Lo spot americano, di un minuto, non propone solo brevi pezzi di gioco, ma anche dei testimonial "d'eccezione", recitati da attori in carne ed ossa, e presentati satiricamente, alternati nel video a momenti di gioco. Il mostro di Frankenstein da Budapest, Ungheria: è seduto al bancone di un bar e risponde alla domanda di un giornalista dicendo di conoscere Sir Dan e di ritenerlo "disgustoso". Il secondo testimonial è una mummia dalla città di Bath, Inghilterra: lavora come giardiniere ad un cespuglio e racconta che Sir Dan si caccia sempre nei guai perché se ne va in giro per il cimitero, finché non rivolge un attacco isterico ad un mostro che lo aiuta a potare le aiuole. Il terzo e ultimo testimonial è un fantasma dalla città di Cambridge, Inghilterra che racconta di come sia un bell'affare tornare dal regno dei morti per combattere il male. Lo slogan a fine spot è "You'll be Dying to Play" ("Morirete dalla voglia di giocarci" letteralmente).
Lo spot europeo, di 30 secondi, mostrava nei primi 22 secondi la scena di un funerale in fattura cinematografica-horror. Una donna lancia una corona di fiori sulla bara che in quel momento si apre. La soggettiva passa al cadavere che salta verso la stessa donna che lo saluta con un bacio dopo avergli detto "Welcome back, dear" (Bentornato, caro). I restanti 8 secondi erano immagini prese dal gioco e, infine, del logo PlayStation.

### Copertine
Le copertine del gioco cambiavano a seconda della versione: americana (NTSC), europea (PAL), giapponese (NTSC-J).
La copertina PAL e quella NTSC raffiguravano entrambe Sir Daniel armato di spada e scudo d'argento con alle spalle il nemico Zarok che evoca la sua magia nera. Nella versione PAL i piedi di Sir Daniel vengono tagliati dal logo Play Station che è posto sotto invece che sulla sinistra. La versione Platinum, esistente solo in versione PAL, è identica ma con il bordo argentato.
Il retro copertina era diverso ad entrambe per colori e scene di gioco mostrate (nella versione PAL sono di più). Lo slogan "A gotich tale straight from the grave" è presente solo per la versione NTSC. Anche il corpo del disco era diverso. Nella versione PAL vi era raffigurata la testa di Sir Daniel e il mago Zarok che effettua un incantesimo alle sue spalle. Nella versione NTSC il disco ha invece stampata l'immagine di Sir Daniel inchinato sulla spada come nelle varie schermate di caricamento.
Totalmente diversa dalle altre due è invece la copertina per la versione giapponese, che uscì nel 1999, quindi un anno dopo. Qui il logo Playstation è presente solo in un quadratino in alto a destra e la copertina reca un'immagine non digitale, ma interamente disegnata a matita, come un fumetto. Raffigura quindi Sir Daniel in maniera certamente più innocua e giocosa che si poggia in piedi sulla spada, mentre con l'altra mano tiene il suo elmo d'oro (che è possibile far indossare al personaggio in gioco solo, appunto, nella versione giapponese). Alle spalle di Sir Daniel è disegnato inoltre il regno di Gallowmere come per un cartone animato. Il retrocopertina era meno descrittivo e con più immagini dal gioco. L'immagine stampata sul disco mostrava, divisi in tanti quadrati, diverse immagini all'interno del gioco.

## Accoglienza
Medievil ricevette sin dalla sua uscita critiche molto positive e divenne ben presto un successo commerciale e, successivamente, un titolo Platinum. IGN lo commenta come un "...gioco divertente e un classico della Play Station". Altri premi ricevuti furono:
- Best PlayStation Game - Gaming Expo
- Best Platinum Seller 1999 - Official U.S. PlayStation Magazine
- Gold Award - Official PlayStation Magazine
- Silver Award - Monthly Games
- Token Prize - Network Games

Inoltre, all'epoca della pubblicazione avvenuta nel 1998, vennero messe in risalto sul retro copertina della versione per il Nord America le seguenti valutazioni:
- A surprise contender for game of the year! (Un sorprendente concorrente a gioco dell'anno) - PS Extreme
- An epic challenge with breathtaking grapichs and gameplay. (Un'epica sfida dalla grafica e il gameplay mozzafiato) - Game Informer Magazine

## MediEvil Resurrection
Nel 2005 Sony ha prodotto per la propria console portatile PSP un remake di MediEvil intitolato MediEvil Resurrection. Questa nuova versione si differenzia da quella originale nello storyboard (che viene parodiato rispetto all'originale) e nel numero di livelli, pur mantenendo la trama originale inalterata. Questo remake propone un gioco più accessibile in quanto meno dark e più cartoonesco, pieno di gag comiche e con le colonne sonore originali riedite e più orecchiabili.

## Remake
Sony nel 2017 annuncia la realizzazione del Remake di MediEvil per Playstation 4, la cui pubblicazione è avvenuta il 25 ottobre 2019.